# Васильев, Павел Петрович (богослов)
Па́вел Петро́вич Васи́льев (1845 — после 1903) — российский историк и богослов. Автор большого количества статей по церковной истории в «Энциклопедическом словаре Брокгауза и Ефрона».

## Биография
Родился в 1845 году в Ельце.
Окончил Московскую духовную академию. Получил степень магистра богословия за сочинение «Ян Гус — религиозный реформатор XV в.».
Преподавал церковную историю в Санкт-Петербургской духовной академии.
Состоял инспектором-руководителем учительской семинарии в Ленчице, Калишской губернии.
Печатался в «Журнале Министерства народного просвещения», «Семье и Школе», «Живописном обозрении», «Мире Божием» и «Страннике», публиковал статьи, посвящённые истории Католической церкви, в частности гуситского движения.

## Научная деятельность
В своих исследованиях опирался на чешские, немецкие и русские источники и сумел внести определённый вклад в историю церкви в Чехии. Отвергая концепции, предложенные историками-славянофилами, не был согласен с теорией «непрерывности православной традиции» в этой стране и отрицал православную сущность гуситского движения. Работы Васильева получили известность среди чешских историков (Й. Калоусек и К. Крофта, в целом, были согласны с его выводами).